# Gutenbergschule Darmstadt-Eberstadt
Die Gutenbergschule ist eine Kooperative Gesamtschule mit den Jahrgangsstufen 5–10 in Darmstadt-Eberstadt. Sie ist nach dem Mainzer Buchdrucker Johannes Gutenberg (vermutlich 1399–1468) benannt worden.

## Architektur und Geschichte

### Gesamtanlage Gutenbergschule
Die Schulgebäude auf der Schulinsel dokumentieren in ihrer differenzierten baukünstlerischen Gestaltung die Eberstädter Schulgeschichte und die kleinstädtische Schularchitektur in drei Bauphasen in der Zeit von 1880 bis 1908.

### Georgenschule
In dem Jahr 1880 ist die Georgenschule aus einer ehemaligen Scheune entstanden. Dieses Schulhaus ist in dem Jahr 1886 auf zwei Geschosse aufgestockt worden. Dabei ist in seinem Keller ein Turnsaal eingerichtet worden. Den schlichten Putzbau mit Satteldach, der scherzhaft auch als Zigarrenkiste bezeichnet wird, schmückt ein hölzernes Dachkonsolgesims. Die fensterlose Nordfassade trägt einen Schmuckputz mit geometrischen Mustern.

### Ernst-Ludwig-Schule
Die Ernst-Ludwig-Schule – nach dem Jahr 1918 Gutenbergschulhaus genannt – ist 1902 durch das Kreisbauamt errichtet worden. Zwischen den beiden giebelständigen zweieinhalbgeschossigen Eckgebäuden mit schiefergedeckten Krüppelwalmdächern befindet sich ein zweigeschossiges Mittelgebäude mit einem überhöhten Mittelrisalit und einem spitzen Zeltdach. Der Sockel des Putz-Sandsteinbaus besteht aus grauem Naturstein. Der Mitteleingang besitzt eine siebenstufige Freitreppe aus Sandstein.

### Gutenbergschule
Die in den Jahren 1907 und 1908 von den Georg Scherer und Georg Finke erbaute Gutenbergschule – ehemals Eleonorenschule – ist ein dreigliedriger Baukörper. Im Jahr 2000 wurde ein weiteres Gebäude hinzugebaut, wo sich heute die Aula, Musikräume und einige Klassenräume befinden. Zwei giebelständige zweieinhalbgeschossige Eckrisalite mit Mansarddach über drei Achsen rahmen einen dreigeschossigen traufständigen Verbindungsflügel ein. Auf dem Verbindungsflügel befindet sich mittig ein Uhrturm mit einer Welschen Haube und schmalen Schleppgauben. Das Gebäude besitzt ovale Giebelfenster mit Girlandenschmuck. Der Mitteleingang aus gelbem Sandstein hat einen dreistufigen Treppenaufgang. Daneben gibt es rahmende Lisenen in Sandsteinquaderung. Das Sockelgeschoss besteht aus rotem Sandsteinquadermauerwerk. Über den rückwärtigen Schuleingängen befinden sich kunstvolle Stahl-Glas-Vordächer. Rechtwinkelig zu dem Schulgebäude, in dem rückwärtigen Grundstücksteil, befindet sich ein eingeschossiges Abortgebäude. Diese Gebäude wird heute als Schülertoiletten genutzt. Die gesamte Einfriedung des Schulkomplexes ist erhalten.

## Denkmalschutz
Die Gutenbergschule steht als typisches Beispiel der Darmstädter Architektur der 1880er bis 1900er Jahre unter Denkmalschutz.

## Besonderheiten
Die Gutenbergschule weist die folgenden Besonderheiten auf.
- Schwerpunkt Berufsorientierung mit einer „Talent Company“[1]
- Digitalisierungsprojekt an der Schule seit 2017  „Dotter Digital“[2]
- Nachmittagsbetreuung für Schüler/-Innen[3]
- Freizeiteinrichtung für Jugendliche und Kinder „Kiste“ auf dem Gelände
- Modellschule für Kinderrechte[4][5][6]
- Soziales Lernen in den Klassen 5–7
- Sozialpraktikum im Zeitraum der Klassen G9 und 10
- Förderkurse in allen Hauptfächern
- Berufsvorbereitung in Zusammenarbeit mit dem Internationalen Bund (IB)
- Hilfe bei der Suche nach Praktikums- und Ausbildungsplätzen